# ناز
نصير بن أولو دارا جونز (بالإنجليزية: Nasir bin Olu Dara Jones)‏ (14 سبتمبر 1973) المعروف باسمه الفني ناز هو مغني راب وممثل أمريكي من أصل نيجيري مولود في مدينة نيويورك من أب نيجيري كان يشتغل عازف جاز.

## الحياة الفنية
بدأ حياته الفنية باسم «ناستي ناز» ثم اشتهر بعد ذلك بطبيعة كلمات أغانيه التي رغم استعمالها لغة الشوارع إلا أنها توصف بأنها تحمل شاعرية كبيرة وحكم بالغة. وهو يعتبر لدى الكثير من عشاق الهيب هوب على انه من اقوى الرابرز في جميع الاوقات للقدرته على التلاعب بالكلمة وقوة القوافي التي يستخدمها.
بلغت شهرة ناز ذروتها في سنة 1994 عندما أطلق البومه الخاص المعروف باسم "illmatic" في هذا الألبوم تغير مسار الهيب هوب بشكل جذري على صعيدين اثنين، كتابيا وموسيقيا.
وخاض ناز عداوة ضد جي-زي، فقد كانت المواجهة حامية بين الطرفين وبين اطراف أخرى اشتركت بالعداوة وانتقلت إلى لوس انجلوس، جي-زي كان هو الموقد للعداوة في أغنية " takeover " التي ظهر بها في نيويورك، فقد قام ناز بالرد العنيف في أغنية " ether " على جي زي ومن ثم قام جاي زي بالرد في أغنية " supa ugly " وقام ناز برد الصاع صاعين في اغنيتي " u wanna be me " و " last real nigga alive ". واستمر تراشق التهم والسب فيما بينهم. وفي عام 2012 تصلاحا وعلاقتهم جيدة حتى اليوم. كما قدمت ام تي في تقرير بخصوص هذه العداوة باسم ناز ضد جي زي.

## روابط خارجية
- ناز على موقع IMDb (الإنجليزية)
- ناز على موقع الموسوعة البريطانية (الإنجليزية)
- ناز على موقع ألو سيني (الفرنسية)
- ناز على موقع ميوزك برينز (الإنجليزية)
- ناز على موقع رولينغ ستون (الإنجليزية)
- ناز على موقع أول موفي (الإنجليزية)
- ناز على موقع إن إن دي بي (الإنجليزية)
- ناز على موقع أول ميوزيك (الإنجليزية)
- ناز على موقع ديسكوغز (الإنجليزية)
- ناز على موقع ديسكوغز (الإنجليزية)
- ناز على موقع ديسكوغز (الإنجليزية)